# Alfonso Alonso
Alfonso Alonso Aranegui, né le 14 avril 1967 à Vitoria-Gasteiz, est un homme politique espagnol membre du Parti populaire (PP). Il est maire de Vitoria-Gasteiz entre 1999 et 2007, porte-parole du groupe PP au Congrès des députés entre 2011 et 2014, et ministre de la Santé entre le 3 décembre 2014 et le 16 août 2016.

## Biographie

### Un engagement politique précoce
Il s'engage à 17 ans dans les Jeunesses du Parti démocrate populaire (PDP). Après ses études secondaires, il s'inscrit à l'université du Pays basque où il étudie la philologie romane. Il suit parallèlement une licence de droit auprès de l'université nationale d'enseignement à distance (UNED).
Devenu avocat à l'issue de ses études, il intègre le Parti populaire (PP) lors de sa fondation en 1989. Il se présente en 1995 aux élections municipales dans sa ville natale, mais il doit attendre 1996 avant de pouvoir faire son entrée au conseil municipal.

### Un jeune maire au Pays basque
Lors des élections municipales du 13 juin 1999, il mène la liste du Parti populaire du Pays basque (PPPV) à Vitoria-Gasteiz, qui remporte 34 847 suffrages, soit 30,8 % des suffrages exprimés et 9 sièges sur 27. Grâce à l'appui du Parti socialiste du Pays basque-Gauche basque-PSOE (PSE-EE-PSOE), Alfonso Alonso est investi maire à 32 ans, le 4 juillet suivant.
Il se présente ensuite aux élections législatives du 9 mars 2000 en tête de liste en Alava. Il prend ses fonctions trois semaines plus tard et siège à la commission du Règlement, à la commission bicamérale pour les Relations avec le Défenseur du peuple et à la commission bicamérale pour l'Étude du problème des drogues. Toutefois, souhaitant se concentrer sur la gestion municipale, il démissionne le 4 janvier 2002.
Il est réélu à la suite des élections municipales du 25 mai 2003. Lors de ce scrutin, la liste du PPPV recueille 38 222 suffrages, ce qui correspond à 30,47 % des voix et 9 élus sur 27. Il est investi pour un second mandat avec l'appui des socialistes.
Il échoue cependant à se faire élire pour un troisième mandat. En perte de 6 100 voix à l'élection du 27 mai 2007, il se fait devancer par la liste du PSE-EE-PSOE que conduit Patxi Lazcoz. En vertu de l'accord liant les deux formations, le PPPV permet l'élection de ce dernier.

### Une carrière au Congrès des députés
Il est de nouveau choisi pour mener la liste en Alava aux élections législatives du 12 mars 2008. Réélu au Congrès des députés, il est porte-parole suppléant du groupe parlementaire, membre de la commission de l'Éducation, de la commission du Logement et de la commission du Règlement. Il démissionne alors de son mandat de conseiller municipal.
À la suite des élections législatives anticipées du 20 novembre 2011, le président du PP Mariano Rajoy le choisit comme nouveau porte-parole du groupe parlementaire, les conservateurs étant revenus au pouvoir. Il prend officiellement son poste le 19 décembre suivant.

### Ministre de la Santé
Le 3 décembre 2014, Alfonso Alonso devient ministre de la Santé, des Services sociaux et de l'Égalité ; il prend ainsi la succession d'Ana Mato, démissionnaire depuis le 27 novembre à la suite de son implication dans un scandale de corruption.
Durant son passage au ministère, il a dû faire face à la réclamation de nouveaux traitements contre l'hépatite C et a réformé les droits primaires des étrangers en situation régulière en matière d'accès aux soins.

### Candidat à la présidence du gouvernement du Pays basque
Le 1er août 2016, Alfonso Alonso est désigné candidat à la présidence du gouvernement du Pays basque par la direction du Parti populaire pour les élections au Parlement basque du 25 septembre 2016. Il quitte son ministère le 16 août du fait de l'incompatibilité entre la fonction de ministre et celle de candidat à la présidence d'une communauté autonome. Il est remplacé par Fátima Báñez qui assure l'intérim jusqu'à la nomination d'un nouveau gouvernement.
Le 23 février 2020, il est évincé par Pablo Casado, président national du PP, comme candidat de la coalition PP+Cs aux élections basques du 5 avril suivant après avoir refusé de contresigner un accord entre les deux partis qui a été négocié à Madrid en son absence,. Il annonce le lendemain sa démission de la présidence du PP du Pays basque et quitter la politique.